# Oreopanax sucrensis
Oreopanax sucrensis är en araliaväxtart som beskrevs av José Cuatrecasas. Oreopanax sucrensis ingår i släktet Oreopanax och familjen Araliaceae. Inga underarter finns listade.